# Ашер Хонг
Ашер Хонг (англ. Asher Hong, нар. 23 березня 2004 року, Плейно)— американський гімнаст. Бронзовий призер чемпіонату світу в командному багатоборстві.

## Біографія
Народився в Плейно, Техас, в родині Ріка та Карен Хонгів. Має двох молодших братів Ксандера та Кіфера, які змагаються на національному рівні в спортивній гімнастиці.
Здобуває освіту з Стенфордському університеті з 2022 року.

## Спортивна кар'єра
Спортивною гімнастикою займається з 2009 року. Після перегляду фільму "Людина-павук" почав активно лазити по дверних рамах, стрибати на ліжка та дивани, робити стійку на голові, що змусило батьків віддати на секцію спортивної гімнастики для направлення зайвої енергії в правильне русло. 

## Результати на турнірах
| Рік  | Змагання         | КБ | ІБ | Вільні вправи | Кінь | Кільця | Опорний стрибок | Паралельні бруси | Перекладина |
| ---- | ---------------- | -- | -- | ------------- | ---- | ------ | --------------- | ---------------- | ----------- |
| 2022 | Зимовий кубок    |    | 3  |               |      |        |                 |                  |             |
| 2022 | Чемпіонат США    |    | 3  | 2             | 16   | 3      | 1               | 6                | 29          |
| 2022 | Чемпіонат світу  | 5  | 6  |               |      |        |                 |                  |             |
| 2023 | U.S. Classic     |    | 1  | 2             | 26   | 1      | 1               | 7                | 8           |
| 2023 | Чемпіонат США    |    | 1  | 13            | 15   | 2      |                 | 5                | 11          |
| 2023 | Чемпіонат світу  | 3  | 19 |               |      |        |                 | 6                |             |
| 2024 | Олімпійські ігри | 3  |    |               |      |        |                 |                  |             |